# シビッリーニ山地
シビッリーニ山地（シビッリーニさんち、Monti Sibillini） は、イタリアの中央アペニン山脈に属する山塊。山域はマルケ州とウンブリア州にまたがり、アスコリ・ピチェーノ県、 フェルモ県、 マチェラータ県、 ペルージャ県の4県に属している。日本語ではイタリア語読みのモンティ・シビッリーニ、またはシビッリーニ山脈、- 連山、- 連峰と呼ばれることもある。
最高峰のヴェットーレ山（Monte Vettore, 海抜2476m）をはじめ、ピッツォ・デッラ・レジーナ（Pizzo della Regina）、 プリオーラ山（Monte Priora）、ボーヴェ山（Monte Bove）、シビッラ山（Monte Sibilla）を含めた多くの峰が2000m級となっている。